# Coppa dell'AFC 2023-2024
La Coppa dell'AFC 2023-2024 è la 20ª edizione della seconda competizione calcistica per club dell'Asia, l'ultima con tale denominazione prima delle riforme dei formati delle competizioni AFC per club e il conseguente cambio del nome in AFC Champions League Two.
Il torneo, iniziato il 18 settembre 2023 e conclusosi il 5 maggio 2024, è stato vinto dagli australiani del C.C. Mariners, che nella finale hanno battuto i libanesi dell'Ahed per 1-0, al primo (e tuttora unico) successo nella competizione.

## Regolamento
Questa è la prima stagione della Coppa AFC ad avere un programma biennale (dall'autunno alla primavera), invece di un programma annuale (dalla primavera all'autunno). I vincitori del torneo si qualificheranno automaticamente per la AFC Champions League 2024-25, accedendo agli spareggi di qualificazione, se non si sono qualificati attraverso la loro prestazione nazionale.
Le 47 federazioni affiliate all'AFC sono classificate in base alle prestazioni del loro club negli ultimi quattro anni nelle competizioni AFC (la classifica mondiale FIFA della loro squadra nazionale non viene più considerata). Gli slot sono assegnati in base ai seguenti criteri secondo il Manuale di ingresso:
- Le associazioni sono suddivise in cinque zone (articolo 5.1):
  - La zona dell'Asia occidentale è composta dalle 12 federazioni della Federcalcio dell'Asia occidentale (WAFF).
  - La zona dell'Asia meridionale è composta dalle 7 federazioni della Federcalcio dell'Asia meridionale (SAFF).
  - La zona dell'Asia centrale è composta dalle 6 federazioni della Federcalcio dell'Asia centrale (CAFA).
  - La zona ASEAN è composta dalle 12 associazioni della Federcalcio ASEAN (AFF).
  - La zona dell'Asia orientale è composta dalle 10 federazioni della Federazione calcistica dell'Asia orientale (EAFF).
  - L'AFC può riassegnare una o più associazioni in un'altra zona se necessario per motivi sportivi.

Riallocazione delle Regioni
- Escludendo le prime cinque federazioni, in ciascuna regione per l'assegnazione degli slot della AFC Champions League, tutte le altre federazioni possono accedere alla AFC Cup.
- Le squadre delle federazioni classificate 6°, 11° e 12° che vengono eliminate negli spareggi di qualificazione della AFC Champions League accedono alla fase a gironi della AFC Cup (Articolo 3.2). Si applicano le seguenti regole:
  - Le federazioni classificate al 6º posto sia nella Regione Ovest che nella Regione Est, pur assegnando uno slot diretto nella fase a gironi della Coppa AFC senza sottrarre alcuno slot diretto alle altre federazioni, non sono classificate in ciascuna zona per l'assegnazione dello slot della Coppa AFC (Articolo 5.3).[6]
  - Se passano alla fase a gironi della AFC Champions League, lo slot della fase a gironi della AFC Cup viene occupato dalla squadra di riserva della propria federazione, se tale squadra è disponibile (Articolo 5.12).
  - Le regole di cui sopra non si applicano ai detentori del titolo AFC Champions League e AFC Cup a cui sono assegnati slot per gli spareggi della AFC Champions League se non si qualificano per il torneo grazie alle prestazioni nazionali.
- Nella zona dell'Asia occidentale e nella zona ASEAN ci sono tre gironi nella fase a gironi, inclusi 9 slot diretti, con i 3 slot rimanenti riempiti attraverso gli spareggi di qualificazione (articolo 5.2). Gli slot in ciascuna zona sono così distribuiti:
  - Alle associazioni classificate dal 1° al 3° vengono assegnati due posti diretti ciascuno.
  - Alle federazioni dal 4º al 6º posto viene assegnato ciascuno uno slot diretto e uno per gli spareggi.
  - Alle federazioni classificate al 7º posto o al di sotto viene assegnato ciascuno uno slot per gli spareggi.
  - Se una zona ha una federazione classificata al 6º posto per l'assegnazione degli slot della AFC Champions League, a cui viene assegnato uno slot diretto nella fase a gironi della AFC Cup, ci sono 10 slot diretti, con i 2 slot rimanenti occupati attraverso gli spareggi di qualificazione.
- Nella zona dell'Asia meridionale, nella zona dell'Asia centrale e nella zona dell'Asia orientale, c'è un girone nella fase a gironi, inclusi 3 slot diretti, con l'1 slot rimanente riempito attraverso gli spareggi di qualificazione (Articolo 5.2). Gli slot in ciascuna zona sono distribuiti come segue: 
  - Alle federazioni dal 1º al 3º posto viene assegnato uno slot diretto e uno per gli spareggi.
  - Alle federazioni classificate al 4º posto o al di sotto viene assegnato uno slot per gli spareggi.
  - Se una zona ha una federazione classificata al 6º posto per l'assegnazione degli slot della AFC Champions League, a cui viene assegnato uno slot diretto nella fase a gironi della AFC Cup, ci sono 4 slot diretti e per garantire pari opportunità in ogni zona, un altro gruppo viene aggiunto a questa zona nella fase a gironi, con i 4 posti rimanenti occupati attraverso gli spareggi di qualificazione (articolo 5.4.1).
  - Se una zona ha almeno 7 slot di spareggio, per garantire pari opportunità in ogni zona, un altro gruppo viene aggiunto a questa zona nella fase a gironi, con i 5 slot rimanenti riempiti attraverso gli spareggi di qualificazione (Articolo 5.4.2).
- Se un'associazione con slot diretti non soddisfa nessuno dei criteri della AFC Cup, tutti i suoi slot diretti vengono convertiti in slot di spareggio. Gli slot diretti ceduti vengono ridistribuiti all'associazione più avente diritto secondo i seguenti criteri (articoli 5.7 e 5.8):
  - Per ciascuna associazione il numero massimo di slot totali è pari a due (artt. 3.4 e 3.5).
  - Se a qualsiasi associazione viene assegnato uno slot diretto aggiuntivo, uno slot di spareggio viene annullato e non ridistribuito.
- Se una qualsiasi associazione con solo slot per gli spareggi, comprese quelle sopra menzionate, non soddisfa i criteri minimi della AFC Cup, gli slot per gli spareggi vengono annullati e non ridistribuiti (articoli 5.10 e 5.11).
- Per ciascuna federazione, il numero massimo di slot totali è pari a un terzo del numero totale delle squadre ammissibili (escluse le squadre straniere) nella massima serie (articolo 5.6). In caso di applicazione di questa regola, gli eventuali slot diretti ceduti vengono ridistribuiti con gli stessi criteri di cui sopra, e gli slot play-off vengono annullati e non ridistribuiti (art. 9.10).
- A tutte le squadre partecipanti deve essere concessa una licenza AFC Champions League o AFC Cup e, a parte le vincitrici delle coppe, finire nella metà superiore della loro massima divisione (Articoli 7.1 e 9.5). Se una federazione non ha un numero sufficiente di squadre che soddisfano questi criteri, tutti gli slot diretti rinunciati vengono ridistribuiti secondo gli stessi criteri sopra menzionati e gli slot per gli spareggi vengono annullati e non ridistribuiti (Articolo 9.9).
- Se una squadra a cui è stata assegnata una licenza rifiuta di partecipare, il suo posto, diretto o di spareggio, viene annullato e non ridistribuito (articolo 9.11).

| Posizione della federazione in base al coefficiente AFC per nazioni | Posizione della federazione in base al coefficiente AFC per nazioni | Numero di squadre partecipanti |
| Ovest/Est Regione                                                   | Ovest/Est Regione                                                   | Numero di squadre partecipanti |
| ------------------------------------------------------------------- | ------------------------------------------------------------------- | ------------------------------ |
| 6                                                                   | 6                                                                   | 1                              |
| Ovest/ASEAN Zone                                                    |                                                                     |                                |
| 1-3                                                                 | 1-3                                                                 | 2                              |
| 4-6                                                                 | 4-6                                                                 | 1+1                            |
| 7-                                                                  | 7-                                                                  | 0+1                            |
| Est Zone                                                            |                                                                     |                                |
| 1-3                                                                 | 1-3                                                                 | 1+1                            |
| 4-                                                                  | 4-                                                                  | 1+0                            |
| Centrale/Meridionale Zone                                           |                                                                     |                                |
| 1-3                                                                 | 1-3                                                                 | 1+1                            |
| 4-                                                                  | 4-                                                                  | 0+1                            |

| Valutazione per la Coppa dell'AFC 2023-2024 | Valutazione per la Coppa dell'AFC 2023-2024 |
| ------------------------------------------- | ------------------------------------------- |
|                                             | Rispetta i criteri                          |
|                                             | Non rispetta i criteri                      |

| Posizione | Posizione | Associazione | Punti  | Slot          | Slot     | Slot            | Slot            |
| Posizione | Posizione | Associazione | Punti  | Fase a Girone | Play-off | Play-off        | Play-off        |
| Regione   | AFC       | Associazione | Punti  | Fase a Girone | Play-off | Turno Prelim. 2 | Turno Prelim. 1 |
| --------- | --------- | ------------ | ------ | ------------- | -------- | --------------- | --------------- |
| -         | 10        | Giordania    | 46.131 | 1             | 0        | 0               | 0               |
| 1         | 13        | Iraq         | 35.223 | 2             | 0        | 0               | 0               |
| 2         | 18        | Libano       | 23.618 | 2             | 0        | 0               | 0               |
| 3         | 22        | Kuwait       | 18.307 | 2             | 0        | 0               | 0               |
| 4         | 25        | Bahrein      | 16.812 | 1             | 1        | 0               | 0               |
| 5         | 27        | Siria        | 12.061 | 1             | 1        | 0               | 0               |
| 6         | 31        | Palestina    | 6.894  | 1 0           | 1        | 0               | 0               |
| 7         | 34        | Oman         | 5.264  | 0             | 0 1      | 1 0             | 0               |
| 8         | 41        | Yemen        | 0.000  | 0             | 0        | 1 0             | 0               |
| Totale    | Totale    | Totale       | Totale | 10 9          | 3 4      | 2 0             | 0               |
| Totale    | Totale    | Totale       | Totale | 10 9          | 5 4      |                 |                 |
| Totale    | Totale    | Totale       | Totale | 15 13         |          |                 |                 |

| Posizione | Posizione | Associazione | Punti  | Slot          | Slot     | Slot            | Slot            |
| Posizione | Posizione | Associazione | Punti  | Fase a Girone | Play-off | Play-off        | Play-off        |
| Regione   | AFC       | Associazione | Punti  | Fase a Girone | Play-off | Turno Prelim. 2 | Turno Prelim. 1 |
| --------- | --------- | ------------ | ------ | ------------- | -------- | --------------- | --------------- |
| -         | 14        | Vietnam      | 34.937 | 1             | 0        | 0               | 0               |
| 1         | 19        | Filippine    | 23.080 | 2             | 0        | 0               | 0               |
| 2         | 20        | Malaysia     | 21.087 | 2             | 0        | 0               | 0               |
| 3         | 23        | Australia    | 17.277 | 2             | 0        | 0               | 0               |
| 4         | 24        | Singapore    | 17.016 | 1             | 1        | 0               | 0               |
| 5         | 26        | Indonesia    | 15.960 | 1             | 0 1      | 1 0             | 0               |
| 6         | 28        | Myanmar      | 9.881  | 1             | 0        | 1               | 0               |
| 7         | 33        | Cambogia     | 5.672  | 0             | 0        | 1               | 0               |
| 8         | 37        | Laos         | 0.843  | 0             | 0        | 1               | 0               |
| 9         | 42        | Brunei       | 0.000  | 0             | 0        | 1               | 0               |
| 10        | 42        | Timor Est    | 0.000  | 0             | 0        | 1 0             | 0               |
| Totale    | Totale    | Totale       | Totale | 10            | 1 2      | 6 4             | 0               |
| Totale    | Totale    | Totale       | Totale | 10            | 7 6      |                 |                 |
| Totale    | Totale    | Totale       | Totale | 17 16         |          |                 |                 |

| Posizione | Posizione | Associazione | Punti  | Slot          | Slot     | Slot            | Slot            |
| Posizione | Posizione | Associazione | Punti  | Fase a Girone | Play-off | Play-off        | Play-off        |
| Regione   | AFC       | Associazione | Punti  | Fase a Girone | Play-off | Turno Prelim. 2 | Turno Prelim. 1 |
| --------- | --------- | ------------ | ------ | ------------- | -------- | --------------- | --------------- |
| 1         | 12        | Tagikistan   | 37.323 | 1             | 0 1      | 1 0             | 0               |
| 2         | 16        | Turkmenistan | 27.871 | 1             | 0        | 1               | 0               |
| 3         | 32        | Kirghizistan | 5.962  | 1             | 0        | 1               | 0               |
| 4         | 41        | Afghanistan  | 0.000  | 0             | 0        | 1 0             | 0               |
| Total     | Total     | Total        | Total  | 3             | 0 1      | 4 2             | 0               |
| Total     | Total     | Total        | Total  | 3             | 4 3      |                 |                 |
| Total     | Total     | Total        | Total  | 7 6           |          |                 |                 |

| Posizione | Posizione | Associazione                  | Punti  | Slot          | Slot     | Slot            | Slot            |
| Posizione | Posizione | Associazione                  | Punti  | Fase a Girone | Play-off | Play-off        | Play-off        |
| Regione   | AFC       | Associazione                  | Punti  | Fase a Girone | Play-off | Turno Prelim. 2 | Turno Prelim. 1 |
| --------- | --------- | ----------------------------- | ------ | ------------- | -------- | --------------- | --------------- |
| 1         | 15        | Corea del Nord                | 32.286 | 1 0           | 0        | 1 0             | 0               |
| 2         | 30        | Macao                         | 6.981  | 1             | 0 1      | 0               | 1 0             |
| 3         | 35        | Taipei Cinese                 | 4.072  | 1             | 0 1      | 0               | 1 0             |
| 4         | 40        | Mongolia                      | 0.349  | 0 1           | 0        | 1 0             | 0               |
| 5         | 41        | Guam                          | 0.000  | 0             | 0        | 0               | 1 0             |
| 6         | 41        | Isole Marianne Settentrionali | 0.000  | 0             | 0        | 0               | 1 0             |
| Total     | Total     | Total                         | Total  | 3             | 0 2      | 2 0             | 4 0             |
| Total     | Total     | Total                         | Total  | 3             | 6 2      |                 |                 |
| Total     | Total     | Total                         | Total  | 9 5           |          |                 |                 |

| Posizione | Posizione | Associazione | Punti  | Slot          | Slot     | Slot            | Slot            |
| Posizione | Posizione | Associazione | Punti  | Fase a Girone | Play-off | Play-off        | Play-off        |
| Regione   | AFC       | Associazione | Punti  | Fase a Girone | Play-off | Turno Prelim. 2 | Turno Prelim. 1 |
| --------- | --------- | ------------ | ------ | ------------- | -------- | --------------- | --------------- |
| 1         | 17        | India        | 25.290 | 1             | 0        | 1               | 0               |
| 2         | 21        | Bangladesh   | 19.452 | 1             | 0        | 0 1             | 1 0             |
| 3         | 29        | Maldive      | 7.853  | 1             | 0        | 0 1             | 1 0             |
| 4         | 36        | Nepal        | 1.513  | 0             | 0        | 0               | 1               |
| 5         | 38        | Sri Lanka    | 0.785  | 0             | 0        | 0               | 1 0             |
| 6         | 39        | Bhutan       | 0.611  | 0             | 0        | 0               | 1               |
| 7         | 41        | Pakistan     | 0.000  | 0             | 0        | 0               | 1 0             |
| Total     | Total     | Total        | Total  | 3             | 0        | 1 3             | 6 2             |
| Total     | Total     | Total        | Total  | 3             | 7 5      |                 |                 |
| Total     | Total     | Total        | Total  | 10 8          |          |                 |                 |

## Calendario
| Fase                         | Turno                     | Data sorteggio   | Andata                                                                                               | Ritorno                                                           |
| ---------------------------- | ------------------------- | ---------------- | --- | ----------------------------------------------------------------- |
| Fase preliminare             | Primo turno preliminare   | Nessun sorteggio | 8 agosto 2023                                                                                        | 8 agosto 2023                                                     |
| Fase preliminare             | Secondo turno preliminare | Nessun sorteggio | 15 agosto 2023 (S), 16 agosto 2023 (C, A)                                                            | 15 agosto 2023 (S), 16 agosto 2023 (C, A)                         |
| Fase di spareggio            | Girone di spareggio       | Nessun sorteggio | 22 agosto 2023 (O, S, C), 23 agosto 2023 (A, E)                                                      | 22 agosto 2023 (O, S, C), 23 agosto 2023 (A, E)                   |
| Fase a gironi                | Prima giornata            | 24 agosto 2023   | 18–19 settembre 2023 (O, S), 20–21 settembre 2023 (C, A, E)                                          | 18–19 settembre 2023 (O, S), 20–21 settembre 2023 (C, A, E)       |
| Fase a gironi                | Seconda giornata          | 24 agosto 2023   | 2–3 ottobre 2023 (O, S), 4–5 ottobre 2023 (C, A, E)                                                  | 2–3 ottobre 2023 (O, S), 4–5 ottobre 2023 (C, A, E)               |
| Fase a gironi                | Terza giornata            | 24 agosto 2023   | 23–24 ottobre 2023 (O, S), 25–26 ottobre 2023 (C, A, E)                                              | 23–24 ottobre 2023 (O, S), 25–26 ottobre 2023 (C, A, E)           |
| Fase a gironi                | Quarta giornata           | 24 agosto 2023   | 6–7 November 2023 (O, S), 8–9 November 2023 (C, A, E)                                                | 6–7 November 2023 (O, S), 8–9 November 2023 (C, A, E)             |
| Fase a gironi                | Quinta giornata           | 24 agosto 2023   | 27–28 November 2023 (O, S), 29–30 November 2023 (C, A, E)                                            | 27–28 November 2023 (O, S), 29–30 November 2023 (C, A, E)         |
| Fase a gironi                | Sesta giornata            | 24 agosto 2023   | 11–12 dicembre 2023 (O, S), 13–14 dicembre 2023 (C, A, E)                                            | 11–12 dicembre 2023 (O, S), 13–14 dicembre 2023 (C, A, E)         |
| Fase ad eliminazione diretta | Semifinale zonale         | 24 agosto 2023   | 12–13 febbraio 2024 (F), 5–6 febbraio 2024 (A) (gara secca)                                          | 19–20 febbraio 2024 (F)                                           |
| Fase ad eliminazione diretta | Finale zonale             | 21 dicembre 2023 | 16 aprile 2024 (O), 13 febbraio 2024 (S), 14 febbraio 2024 (C, E), 22 febbraio 2024 (A) (gara secca) | 23 aprile 2024 (O), 20 febbraio 2024 (S), 21 febbraio 2024 (C, E) |
| Fase ad eliminazione diretta | Semifinali interzona      | 21 dicembre 2023 | 6-7 marzo 2024                                                                                       | 13-14 marzo 2024                                                  |
| Fase ad eliminazione diretta | Finale interzona          | 21 dicembre 2023 | 17 aprile 2024                                                                                       | 24 aprile 2024                                                    |
| Fase ad eliminazione diretta | Finale                    | 21 dicembre 2023 | 5 maggio 2024                                                                                        | 5 maggio 2024                                                     |

## Fase preliminare
Nella fase a qualificazione, ogni incrocio è disputato in partita singola. I tempi supplementari e i calci di rigore sono usati per decidere il vincitore, se necessario. I vincitori di ogni incrocio dei play-off ottengono la qualificazione per la fase a gironi insieme alle squadre qualificate automaticamente.

### Primo turno preliminare
| Squadra 1          | Risultato        | Squadra 2             |
| Zona Meridionale   | Zona Meridionale | Zona Meridionale      |
| ------------------ | ---------------- | --------------------- |
| Machhindra         | 3 - 2            | Paro                  |
| Abahani Ltd. Dacca | n.d.             | WAPDA                 |
| Eagles             | n.d.             | Blue Star             |
| Zona Orientale     |                  |                       |
| Taichung Futuro    | n.d.             | Tan Holdings          |
| Monte Carlo        | n.d.             | Bank of Guam Strykers |

### Secondo turno preliminare
| Squadra 1          | Risultato        | Squadra 2                        |
| Zona Occidentale   | Zona Occidentale | Zona Occidentale                 |
| ------------------ | ---------------- | -------------------------------- |
| Al-Nahda           | n.d.             | Vincitore campionato dello Yemen |
| Zona Meridionale   |                  |                                  |
| Mohun Bagan SG     | 3 - 1            | Machhindra                       |
| Abahani Ltd. Dacca | 2 - 1            | Eagles                           |
| Zona Centrale      |                  |                                  |
| Khujand            | n.d.             | Attack Energy Herat              |
| Merw               | 1 - 0            | Alaj Oš                          |
| Zona ASEAN         |                  |                                  |
| PSM Makassar       | n.d.             | Karketu Dili                     |
| Yangon Utd         | 2 - 1            | DPMM                             |
| Phnom Penh Crown   | 3 - 0            | Young Elephants                  |
| Zona Orientale     |                  |                                  |
| Rimyongsu          | n.d.             | Monte Carlo                      |
| Ulaanbaatar        | n.d.             | Taichung Futuro                  |

### Play-off
| Squadra 1         | Risultato        | Squadra 2          |
| Zona Occidentale  | Zona Occidentale | Zona Occidentale   |
| ----------------- | ---------------- | ------------------ |
| Al-Khaldiya       | 2 - 3            | Al-Nahda           |
| Al-Ittihad Aleppo | 2 - 1            | Shabab Al-Khalil   |
| Zona Meridionale  |                  |                    |
| Mohun Bagan SG    | 3 - 1            | Abahani Ltd. Dacca |
| Zona Centrale     |                  |                    |
| Khujand           | 1 - 2 (dts)      | Merw               |
| Zona ASEAN        |                  |                    |
| Tampines Rovers   | 2 - 3            | Phnom Penh Crown   |
| PSM Makassar      | 4 - 0            | Yangon Utd         |
| Zona Orientale    |                  |                    |
| Monte Carlo       | 1 - 2            | Taichung Futuro    |

## Fase a gironi

### Girone A (Asia Occidentale)
| Squadra          | P.ti    | G | V | P | S | GF | GS | DG |
| ---------------- | ------- | - | - | - | - | -- | -- | -- |
| Al-Nahda         | 9       | 4 | 3 | 0 | 1 | 6  | 4  | +2 |
| Ahed             | 6       | 4 | 2 | 0 | 2 | 5  | 5  | 0  |
| Al-Fotuwa        | 3       | 4 | 1 | 0 | 3 | 3  | 5  | -2 |
| Jabal Al-Mukaber | Esclusa |   |   |   |   |    |    |    |

Legenda:

      Ammessa alle semifinali interzona
      Ammessa alle semifinali zonali se miglior seconda

### Girone B (Asia Occidentale)
| Squadra           | P.ti | G | V | P | S | GF | GS | DG |
| ----------------- | ---- | - | - | - | - | -- | -- | -- |
| Al-Kahraba        | 13   | 6 | 4 | 1 | 1 | 10 | 5  | +5 |
| Al-Wehdat         | 10   | 6 | 3 | 1 | 2 | 10 | 7  | +3 |
| Kuwait SC         | 7    | 6 | 1 | 4 | 1 | 5  | 5  | 0  |
| Al-Ittihad Aleppo | 2    | 6 | 0 | 2 | 4 | 3  | 11 | -8 |

Legenda:

      Ammessa alle semifinali interzona
      Ammessa alle semifinali zonali se miglior seconda

### Girone C (Asia Occidentale)
| Squadra   | P.ti | G | V | P | S | GF | GS | DG  |
| --------- | ---- | - | - | - | - | -- | -- | --- |
| Al-Riffa  | 13   | 6 | 4 | 1 | 1 | 15 | 5  | +10 |
| Al-Zawraa | 11   | 6 | 3 | 2 | 1 | 11 | 7  | +4  |
| Al-Arabi  | 8    | 6 | 2 | 2 | 2 | 6  | 8  | -2  |
| Nejmeh    | 1    | 6 | 0 | 1 | 5 | 4  | 16 | -12 |

Legenda:

      Ammessa alle semifinali interzona
      Ammessa alle semifinali zonali se miglior seconda

### Girone D (Asia Meridionale)
| Squadra           | P.ti | G | V | P | S | GF | GS | DG |
| ----------------- | ---- | - | - | - | - | -- | -- | -- |
| Odisha            | 12   | 6 | 4 | 0 | 2 | 17 | 12 | +5 |
| Bashundhara Kings | 10   | 6 | 3 | 1 | 2 | 10 | 10 | 0  |
| Mohun Bagan SG    | 7    | 6 | 2 | 1 | 3 | 11 | 11 | 0  |
| Maziya            | 6    | 6 | 2 | 0 | 4 | 9  | 14 | -5 |

Legenda:

      Ammessa alle semifinali interzona

### Girone E (Asia Centrale)
| Squadra         | P.ti | G | V | P | S | GF | GS | DG  |
| --------------- | ---- | - | - | - | - | -- | -- | --- |
| Abdysh-Ata Kant | 16   | 6 | 5 | 1 | 0 | 18 | 6  | +12 |
| Altyn Asyr      | 10   | 6 | 3 | 1 | 2 | 7  | 9  | -2  |
| Merw            | 3    | 6 | 0 | 3 | 3 | 6  | 13 | -7  |
| Ravshan Kulob   | 3    | 6 | 0 | 3 | 3 | 2  | 5  | -3  |

Legenda:

      Ammessa alle finali zonali

### Girone F (ASEAN)
| Squadra           | P.ti | G | V | P | S | GF | GS | DG  |
| ----------------- | ---- | - | - | - | - | -- | -- | --- |
| Macarthur         | 15   | 6 | 5 | 0 | 1 | 23 | 5  | +18 |
| Phnom Penh Crown  | 12   | 6 | 4 | 0 | 2 | 15 | 7  | +8  |
| Dynamic Herb Cebu | 4    | 6 | 1 | 1 | 4 | 4  | 19 | -15 |
| Shan Utd          | 4    | 6 | 1 | 1 | 4 | 3  | 14 | -11 |

Legenda:

      Ammessa alle semifinali interzona
      Ammessa alle semifinali zonali se miglior seconda

### Girone G (ASEAN)
| Squadra       | P.ti | G | V | P | S | GF | GS | DG  |
| ------------- | ---- | - | - | - | - | -- | -- | --- |
| C.C. Mariners | 13   | 6 | 4 | 1 | 1 | 21 | 7  | +14 |
| Terengganu    | 12   | 6 | 3 | 3 | 0 | 10 | 6  | +4  |
| Bali Utd      | 7    | 6 | 2 | 1 | 3 | 15 | 15 | 0   |
| Stallion      | 1    | 6 | 0 | 1 | 5 | 9  | 27 | -18 |

Legenda:

      Ammessa alle semifinali interzona
      Ammessa alle semifinali zonali se miglior seconda

### Girone H (ASEAN)
| Squadra      | P.ti | G | V | P | S | GF | GS | DG  |
| ------------ | ---- | - | - | - | - | -- | -- | --- |
| Sabah        | 12   | 6 | 4 | 0 | 2 | 19 | 9  | +10 |
| Hải Phòng    | 10   | 6 | 3 | 1 | 2 | 13 | 9  | +4  |
| PSM Makassar | 10   | 6 | 3 | 1 | 2 | 10 | 12 | -2  |
| Hougang Utd  | 3    | 6 | 1 | 0 | 5 | 6  | 18 | -12 |

Legenda:

      Ammessa alle semifinali interzona
      Ammessa alle semifinali zonali se miglior seconda

### Girone I (Asia Orientale)
| Squadra         | P.ti | G | V | P | S | GF | GS | DG |
| --------------- | ---- | - | - | - | - | -- | -- | -- |
| Taichung Futuro | 12   | 6 | 4 | 0 | 2 | 8  | 8  | 0  |
| Ulaanbaatar     | 12   | 6 | 4 | 0 | 2 | 7  | 7  | 0  |
| Taiwan Steel    | 9    | 6 | 3 | 0 | 3 | 15 | 12 | +3 |
| MUST CPK        | 3    | 6 | 1 | 0 | 5 | 6  | 9  | -3 |

Legenda:

      Ammessa alle semifinali interzona

### Raffronto tra le seconde classificate

#### Asia occidentale[20]
| Squadra   | Pt | G | V | N | P | GF | GS | DR | Gruppo |
| --------- | -- | - | - | - | - | -- | -- | -- | ------ |
| Ahed      | 6  | 4 | 2 | 0 | 2 | 5  | 5  | 0  | A      |
| Al-Zawraa | 5  | 4 | 1 | 2 | 1 | 5  | 5  | 0  | C      |
| Al-Wehdat | 4  | 4 | 1 | 1 | 2 | 6  | 7  | -1 | B      |

#### ASEAN
| Squadra          | Pt | G | V | N | P | GF | GS | DR | Gruppo |
| ---------------- | -- | - | - | - | - | -- | -- | -- | ------ |
| Phnom Penh Crown | 12 | 6 | 4 | 0 | 2 | 15 | 7  | +8 | F      |
| Terengganu       | 12 | 6 | 3 | 3 | 0 | 10 | 6  | +4 | G      |
| Hải Phòng        | 10 | 6 | 3 | 1 | 2 | 13 | 9  | +4 | I      |

## Fase a eliminazione diretta
|  | Quarti di finale | Quarti di finale | Quarti di finale | Quarti di finale | Quarti di finale |  |  | Semifinali      | Semifinali      | Semifinali | Semifinali | Semifinali |  |  | Finale        | Finale        | Finale |  |
|  |                  |                  |                  |                  |                  |  |  |                 |                 |            |            |            |  |  |               |               |        |  |
|  | C.C. Mariners    | C.C. Mariners    | 4                | 0                | 4                |  |  |                 |                 |            |            |            |  |  |               |               |        |  |
|  | Odisha           | Odisha           | 0                | 0                | 0                |  |  | C.C. Mariners   | C.C. Mariners   | 1          | 3          | 4          |  |  |               |               |        |  |
|  | Abdysh-Ata Kant  | Abdysh-Ata Kant  | 5                | 3                | 8                |  |  | Abdysh-Ata Kant | Abdysh-Ata Kant | 1          | 0          | 1          |  |  |               |               |        |  |
|  | Taichung Futuro  | Taichung Futuro  | 0                | 1                | 1                |  |  |                 |                 |            |            |            |  |  | C.C. Mariners | C.C. Mariners | 1      |  |
|  | Al-Riffa         | Al-Riffa         | 1                | 1                | 2                |  |  |                 |                 | Ahed       | Ahed       | 0          |  |  |               |               |        |  |
|  | Al-Nahda (dts)   | Al-Nahda (dts)   | 1                | 3                | 4                |  |  | Al-Nahda        | Al-Nahda        | 0          | 2          | 2          |  |  |               |               |        |  |
|  | Ahed (dtr)       | Ahed (dtr)       | 0                | 1 (4)            | 1                |  |  | Ahed            | Ahed            | 1          | 2          | 3          |  |  |               |               |        |  |
|  | Al-Kahraba       | Al-Kahraba       | 1                | 0 (2)            | 1                |  |  |                 |                 |            |            |            |  |  |               |               |        |  |

### Semifinali zonali
| Squadra 1        | Totale          | Squadra 2  | Andata | Ritorno     |
| ---------------- | --------------- | ---------- | ------ | ----------- |
| Asia Occidentale |                 |            |        |             |
| Al-Riffa         | 2 - 4           | Al-Nahda   | 1 - 1  | 1 - 3 (dts) |
| Ahed             | 1 - 1 (4-2 dtr) | Al-Kahraba | 0 - 1  | 1 - 0 (dts) |

| ASEAN         |       |                  |
| Macarthur     | 3 - 0 | Sabah            |
| C.C. Mariners | 4 - 0 | Phnom Penh Crown |

### Finali zonali
| Squadra 1        | Totale | Squadra 2 | Andata | Ritorno |
| ---------------- | ------ | --------- | ------ | ------- |
| Asia Occidentale |        |           |        |         |
| Ahed             | 3 - 2  | Al-Nahda  | 1 - 0  | 2 - 2   |

| ASEAN     |             |               |
| Macarthur | 2 - 3 (dts) | C.C. Mariners |

### Semifinali Interzona
| Squadra 1       | Totale | Squadra 2       | Andata | Ritorno |
| --------------- | ------ | --------------- | ------ | ------- |
| Abdysh-Ata Kant | 8 - 1  | Taichung Futuro | 5 - 0  | 3 - 1   |
| C.C. Mariners   | 4 - 0  | Odisha          | 4 - 0  | 0 - 0   |

### Finale Interzona
| Squadra 1       | Totale | Squadra 2     | Andata | Ritorno |
| --------------- | ------ | ------------- | ------ | ------- |
| ASEAN           |        |               |        |         |
| Abdysh-Ata Kant | 1 - 4  | C.C. Mariners | 1 - 1  | 0 - 3   |

### Finale
| Arbitro: | Omar Al-Ali |

|          |           |  |
| Kuol 84’ | Marcatori |  |